# Сага о сыновьях Харальда Гилли
«Сага о сыновьях Харальда Гилли» (исл. Haraldssona saga) — произведение средневековой исландской литературы, созданное в XIII веке. Одна из «королевских саг», вошедших в сборник «Круг Земной», который традиционно приписывают Снорри Стурлусону.
Сага рассказывает о четырёх королях Норвегии, правивших совместно сыновьях Харальда IV Гилли: Сигурде II (1136—1155), Инге I Горбуне (1136—1161), Эйстейне II (1142—1157) и Магнусе (1142—1145). Опекуны братьев победили других претендентов на престол, Сигурда Слембе и Магнуса Слепого, но позже повзрослевшие конунги начали враждовать между собой. Это привело к войне, победителем в которой стал Инге Горбун. Он сам впоследствии погиб в бою со сторонниками племянника — Хакона Широкоплечего. 
Автор саги использовал в своей работе более ранние произведения того же жанра — «Красивую кожу», «Обзор саг о норвежских конунгах». Кроме того, его источниками были скальдические стихи, которые он вставлял в текст.